# Province unite di Agra e Oudh
Le Province unite di Agra e Oudh, più comunemente Province Unite, furono una provincia dell'India britannica, esistita dal 1902 (preceduta dalle Province nord-occidentali) al 1937 (seguita da un'altra provincia omonima).
Corrisponde approssimativamente agli attuali Stati dell'Uttar Pradesh e dell'Uttarakhand.